# Fjeld-pigen
Fjeld-pigen er en amerikansk stumfilm fra 1921 af David Smith.

## Medvirkende
- Henry B. Walthall som Philip Whittemore
- Pauline Starke som Jeanne D'Arcambal
- Harry Northrup som Thorpe
- Joe Rickson som Pierre
- Jack Curtis som Blake
- Emmett King som D'Arcambal
- Walter Rodgers som MacDougal